# NGC 6789
NGC 6789 est une petite galaxie irrégulière magellanique rapprochée et située dans la constellation du Dragon. C'est aussi une galaxie naine bleue compacte, située dans le Vide local. 

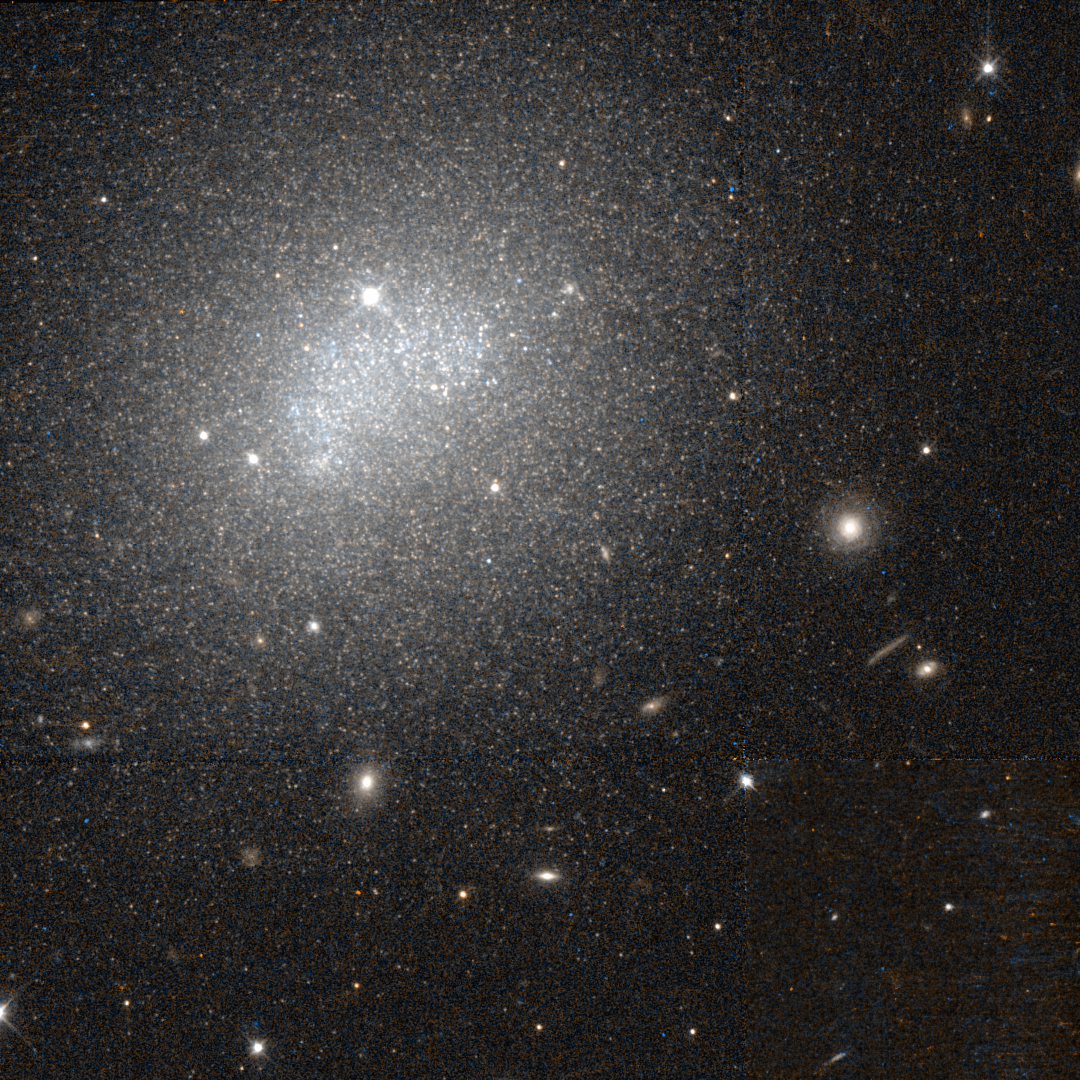
NGC 6789 par le télescope spatial Hubble.

Sa vitesse par rapport au fond diffus cosmologique est de −275 ± 9 km/s. NGC 6789 a été découverte par l'astronome américain Lewis Swift en 1883.
La classe de luminosité de NGC 6789 est V-VI. 
À ce jour, six mesures non basées sur le décalage vers le rouge (redshift) donnent une distance égale à 3,375 ± 0,628 Mpc (∼11 millions d'al). Puisque cette galaxie se dirige vers la Voie lactée, on ne peut utiliser loi de Hubble-Lemaître.